# نظام مغلق
النظام المغلق (بالإنجليزية: Closed system)‏ وهو النظام الذي لا يسمح بتبادل المادة مع الوسط الخارج ويسمح بتبادل الشغل والحرارة وتكون الكتلة المادة في هذا النظام ثابتة، مثل وجود كمية من الماء في قارورة مغلقة (مغطاة).
وهو أيضا النظام الذي لا يتفاعل مع البيئة المحيطة له بعكس النظام المفتوح الذي يسمح بالتفاعل مع البيئة المحيطة